# Ласи, Уолтер де (умер в 1085)
Уолтер де Ласи (англ. Walter de Lacy; умер 27 марта 1085, Херефорд, Херефордшир, Королевство Англия) — англонормандский аристократ, феодальный барон Уэбли и Ладлоу. После нормандского завоевания Англии получил обширные владения на границе с Уэльсом, стал одним из крупнейших баронов королевства. Отражал набеги валлийцев, участвовал в разгроме мятежа трёх графов.

## Биография
Уолтер принадлежал к нормандскому рыцарскому роду, члены которого владели поместьями Ласси и Кампо в качестве вассалов епископа Байё. Первый известный представитель этой семьи — Гуго де Ласи (около 1020—1085), сеньор де Ласи, отец Уолтера и его брата Ильберта.
После нормандского завоевания Англии братья Ласи получили от короля Вильгельма земли в покорённой стране: Ильберт на севере, в Йоркшире, а Уолтер — на западе, на границе с Уэльсом, став феодальным бароном Уэбли. Ласи находился в Валлийской марке уже в 1069 году, когда он отразил набег из Уэльса и совершил ответный грабительский рейд. Когда и при каких обстоятельствах двое Ласи появились в Англии, неизвестно. По одной версии, они приехали в свите Одо де Байё, единоутробного брата Вильгельма Завоевателя, по другой, Уолтер был спутником Уильяма Фиц-Осберна, по третьей, он был вассалом непосредственно Вильгельма. Ко времени своей смерти Ласи владел двумя земельными массивами вдоль границы с Уэльсом — в Херефордшире и в Шропшире, вокруг замка Ладлоу; таким образом, он должен был защищать границы Англии от набегов из валлийских княжеств Гвент и Брихейниог. Кроме того, Уолтер владел землями в Беркшире, Глостершире, Вустершире и Оксфордшире, причём в большинстве случаев управлял ими напрямую, не передавая в качестве фьефов своим рыцарям. Некоторыми поместьями в Херефордшире он владел как вассал местного епископа, другими землями в Херефордшире и Оксфордшире — как вассал Уильяма Фиц-Осберна. Ласи получил также лены от епископа Вустера и Роджера Монтгомери, графа Шрусбери. Согласно «Книге Судного дня» (1085 год), он владел 163 поместьями в семи графствах, с которых получал годовой доход в 423 фунта. На тот момент в Англии был всего 21 землевладелец с доходом больше 400 фунтов.
В 1075 году, во время мятежа трёх графов, Уолтер был одним из руководителей армии, вставшей на пути Роджера де Бретейля, графа Херефорда, и помешавшей ему присоединиться к основным силам мятежников. Ласи объединил свои войска с Вульфстаном, епископом Вустерским, Этельвигом, аббатом Ившемского аббатства, и Урсом д’Абето, шерифом Вустера. В результате восстание было подавлено, Бретейль потерял титул и земли. Уолтер получил от короля в награду дополнительные владения и стал самым могущественным бароном Валлийской марки.
Уолтер де Ласи умер 27 марта 1085 года. Согласно семейной легенде, он разбился, упав со строительных лесов в церкви Святого Гутлака в Херефорде; это была любимая церковь барона, и он оценивал ход строительства. Тело Ласи похоронили в Глостерском аббатстве, благотворителем которого он являлся. Известно, что на его деньги была построена ещё одна церковь — собор святого Петра в Херефорде.

## Семья
Ласи был женат на Эмме или Эммелине, родившей трёх сыновей — Роджера, Хью и Уолтера; первый унаследовал отцовские земли, а третий стал аббатом в Глостере. В этом браке родилась и дочь, ставшая монахиней в аббатстве Святой Марии в Уинчестере. Согласно одной из гипотез, дочерью Уолтера была Сибилла, жена Пейна Фиц-Джона, которая по другой версии приходилась Уолтеру внучкой через сына Хью. Жена Джеффри Толбота Агнесса тоже могла быть дочерью Ласи.